# Log-normális eloszlás
A log-normális eloszlás egy folytonos valószínűség-eloszlás, melyre az jellemző, hogy a valószínűségi változó logaritmusa normális eloszlású.
Ha X valószínűségi változó normális eloszlású, akkor Y=exp(X) log-normális eloszlású.
Hasonlóképpen, ha Y log-normális eloszlású, akkor X=log(Y) normális eloszlású.
Ezt az eloszlást Galton-eloszlásnak is szokták hívni Francis Galton után, továbbá más elnevezések is előfordulnak, mint például: McAlister, Gibrat és Cobb–Douglas.
A változókat log-normálisként modellezik, ha független valószínűségi változók többszörös szorzataként jellemezhetők.(Ezt igazolja a log-tartományra érvényes központi határérték-elmélet).
Például a drót nélküli távközlésben az árnyékolás és a lassú fading jelenség okozta jelveszteséget log-normális eloszlásúnak tekintik.
A log-normális eloszlás egy X valószínűségi változóra nézve maximális-entrópia típusú valószínűség eloszlású, ha várható értéke és szórásnégyzete: {\displaystyle \ln(X)}.

## Hely- és skálaparaméterek

Sűrűségfüggvény

Kumulatív eloszlás függvény

A normális eloszlás standardizálhatóságán alapul, hogy az X log-normális eloszlású valószínűségi változót egyértelműen jellemzi a μ és a σ értékpár. Ha 
{\displaystyle N=\mu +\sigma Z,}
ahol Z egy standard normális eloszlású valószínűségi változó, akkor
{\displaystyle X=e^{N}=e^{\mu +\sigma Z}.}
Az összefüggés igaz függetlenül attól, hogy a függvény logaritmikus vagy exponenciális.
Ha loga(Y) normális eloszlású, akkor logb(Y) is az, bármely pozitív számra.
Hasonlóképpen, ha {\displaystyle e^{X}} normális eloszlású, akkor {\displaystyle e^{\ln(a)X}} is az, ahol a egy pozitív szám, ami nem egyenlő 1-gyel.
Logaritmikus ábrázolásnál, a μ és σ-t helyparaméternek, illetve skálaparaméternek hívják.

## Jellemzők
A log-normális eloszlású valószínűségi változó csak pozitív valós értéket vehet fel.

### Sűrűségfüggvény
A log-normális eloszlású valószínűségi változó sűrűségfüggvénye:
{\displaystyle f_{X}(x;\mu ,\sigma )={\frac {1}{x\sigma {\sqrt {2\pi }}}}\,e^{-{\frac {(\ln x-\mu )^{2}}{2\sigma ^{2}}}},\ \ x>0}
(Ez a változók cseréjének szabályából következik)

### Kumulatív eloszlásfüggvény
{\displaystyle F_{X}(x;\mu ,\sigma )={\frac {1}{2}}\operatorname {erfc} \!\left[-{\frac {\ln x-\mu }{\sigma {\sqrt {2}}}}\right]=\Phi {\bigg (}{\frac {\ln x-\mu }{\sigma }}{\bigg )},}
ahol erfc a komplementer hibafüggvény, és Φ a standard normális eloszlás kumulatív eloszlásfüggvénye.

### Karakterisztikus függvény
A karakterisztikus függvény, E[e itX] több megjelenítése is ismert.
Az integrálja konvergál Im(t) ≤ 0. A legegyszerűbb, ha Taylor-sorbafejtést alkalmazunk:
{\displaystyle \varphi (t)=\sum _{n=0}^{\infty }{\frac {(it)^{n}}{n!}}e^{n\mu +n^{2}\sigma ^{2}/2}.}
A soros megjelenítés divergál, ha σ2 > 0. Ez azonban elegendő a karakterisztikus függvény kiszámolására pozitív {\displaystyle \sigma } esetén, amíg a szumma felső határértéke érvényes, n ≤ N, ahol
{\displaystyle \max(|t|,|\mu |)\ll N\ll {\frac {2}{\sigma ^{2}}}\ln {\frac {2}{\sigma ^{2}}}}
és σ2 < 0.1.

### Momentumok
A hely- és skálaparaméterek ismerete esetén könnyebben használható a mértani középérték és a geometrikus szórás, mint az számtani középérték és a szórás.

#### Geometrikus momentumok
A log-normális eloszlás mértani közepe: {\displaystyle e^{\mu }}.
Mivel a log-normális eloszlás logaritmusa szimmetrikus, és a kvantilisek monoton transzformáción megmaradnak, a mértani közepe (várható értéke) egyenlő a mediánnal.
A mértani közép (mg) levezethető az számtani középből (ma):
{\displaystyle m_{g}=m_{a}e^{-{\tfrac {1}{2}}\sigma ^{2}}.}
A mértani szórás: {\displaystyle e^{\sigma }}

#### Aritmetikai momentumok
Ha X log-normális eloszlású valószínűségi változó, akkor a várható értéke (E, számtani középérték), szórásnégyzete (Var), és szórása (s.d.) a következő:
{\displaystyle {\begin{aligned}&\operatorname {E} [X]=e^{\mu +{\tfrac {1}{2}}\sigma ^{2}},\\&\operatorname {Var} [X]=(e^{\sigma ^{2}}-1)e^{2\mu +\sigma ^{2}}\\&\operatorname {s.d.} [X]={\sqrt {\operatorname {Var} [X]}}=e^{\mu +{\tfrac {1}{2}}\sigma ^{2}}{\sqrt {e^{\sigma ^{2}}-1}}.\end{aligned}}}
Fordítva: a μ és σ paraméterek megkaphatók, ha a várható érték és a szórásnégyzet ismert:
{\displaystyle {\begin{aligned}\mu &=\ln(\mathrm {E} [X])-{\frac {1}{2}}\ln \!\left(1+{\frac {\mathrm {Var} [X]}{(\mathrm {E} [X])^{2}}}\right),\\\sigma ^{2}&=\ln \!\left(1+{\frac {\mathrm {Var} [X]}{(\mathrm {E} [X])^{2}}}\right).\end{aligned}}}
Bármely s valós vagy komplex számra és a log-normális X-re:
{\displaystyle \operatorname {E} [X^{s}]=e^{s\mu +{\tfrac {1}{2}}s^{2}\sigma ^{2}}.}
A log-normális eloszlást nem határozzák meg kizárólagosan a momentumai E[Xk] k ≥ 1 esetre, azaz létezik néhány más eloszlás is hasonló momentumokkal az összes k-ra.
Valójában egy nagy eloszlás család létezik hasonló momentumokkal, mint a log-normális eloszlás.

### Módusz és medián

Középérték, medián, módusz, különböző ferdeségek esetén

A módusz a sűrűségfüggvény maximális pontja. Elsősorban megoldja a (ln ƒ)′ = 0 egyenletet:
{\displaystyle \mathrm {Mode} [X]=e^{\mu -\sigma ^{2}}.}
A medián az a pont, ahol FX = 1/2:
{\displaystyle \mathrm {Med} [X]=e^{\mu }\,.}

### Szórási tényező
{\displaystyle {\sqrt {e^{\sigma ^{2}}\!\!-1}}}

### Egyéb összefüggés
Egy adathalmaz, mely a log-normális eloszlásból származik, szimmetrikus Lorenz-görbe.
A harmonikus (H), mértani (G) és számtani (A) közép (várható érték) kapcsolódik egymáshoz; és ez a kifejezés adja meg az összefüggést:
{\displaystyle H={\frac {G^{2}}{A}}.}
A log-normális eloszlások végtelenül oszthatók.

## Alkalmazások
- Biológia:
  - Élő szövetek méretei (hosszúság, súly, bőrfelület))[5]
  - Inaktív emberi testrészek hosszúság (haj, köröm, fogak)
  - egyes fiziológiás mérések (például : vérnyomás férfi/női populációnál)[6]
- Hidrológia:[7]
  - Esőzési adatok (extrém értékek)
  - Folyó áradások adatai
- Gazdaság:
  - A lakosság jövedelme 97–99%-a log-normális eloszlást mutat.[8]
- Pénzügyek
- Black-Scholes modell: átváltási ráták, árindexek, tőzsde mutatók[9]
- Települések:
  - Városok mérete log-normális eloszlású
- Megbízhatósági analízis:
  - Karbantartási idők meghatározásánál log-normális eloszlást is használnak
- Drót nélküli kommunikáció:[10]
- Mechanika:
  - Súrlódási tényezők számítása[11]

## Külső hivatkozások
- A log-normális eloszlás a MathWorld-ön (angolul)